# Chloridolum ohbayashii
Chloridolum ohbayashii là một loài bọ cánh cứng trong họ Cerambycidae.